# Åkerrättika
Åkerrättika (Raphanus raphanistrum) finns som namnet säger på åkrar och liksom så många andra av denna familj, särskilt de större, gulblommiga örterna (arter av Sinapis, Brassica, Barbaraea, Bunias), kan den uppträda i stor ymnighet. Man tror sig veta, att den var ett åkerogräs redan i den avlägsnaste forntiden. Den anträffas i nästan alla sädesodlande trakter av Finland, Sverige och Norge, utom de nordligaste, men är som ogräs besvärlig blott i de sydligaste landskapen, Skåne, södra Småland och så vidare. Till storlek och gestalt erinrar den om åkersenapen, men uppträder bland vårsäden något senare än den, och vid sin mognad blandar den sina förtorkade och hårda stjälkar i skörden. Dess kännetecken är de gulvita, violettådriga kronbladen och framförallt den egendomligt byggda skidan, som är en så kallad ledskida ("lomentum"); denna öppnar sig inte, utan avsnöres pärlbandslikt i ett obestämt antal smärre stycken, som vartdera innehåller endast ett enda frö och slutligen genom en tvärled lossnar från varandra och avfaller oöppnade. Fröet är rikt på en bittert smakande, fet olja. Den späda örten är ätlig.
Åkerättikans närmaste släkting är den odlade R. sativus, som har två former, rättikan och rädisan. Det man äter hos dessa, är stjälkens nedersta och rotens översta del, sammansmälta till ett.